# Josef Řehulka
Josef Řehulka (16. říjen 1915 Smolkov – 8. února 2002 Ostrava) byl československý a český voják, účastník bojů druhé světové války, politický vězeň komunistů a činovník obnovené Československé obce legionářské na Ostravsku.

## Život
Narodil se 16. října 1915 ve Smolkově, dnes části Háje ve Slezsku, do rodiny železničního zřízence. V rodné obci vychodil obecnou školu, poté studoval v nedaleké Opavě Státní reálné gymnázium a nakonec Vyšší hospodářskou školu, kterou ukončil maturitou. Později absolvoval také první ročník abiturientského kurzu při Obchodní akademii v Českých Budějovicích.
V roce 1937 nastoupil vojenskou službu a po vyřazení z Vojenské akademie v Hranicích sloužil v hodnosti poručíka u Pěšího pluku 37 v Levoči coby velitel čety. Po rozbití a okupaci Československa v březnu 1939 byl nucen nejprve opustit Slovensko a následně také řady likvidované československé armády. Krátce předával zpravodajské informace polskému konzulátu v Moravské Ostravě. V létě 1939 pak opustil ilegálně Protektorát a 13. srpna 1939 vstoupil v polských Malých Bronovicích u Krakova do československé vojenské skupiny pod vedením pplk. Ludvíka Svobody.
Po porážce Polska byl od 17. září 1939 do května 1941 internován v Suzdalu na území SSSR. Teprve koncem léta 1941 se mu podařilo dostat na Střední východ, kde byl pověřen výcvikem rekrutů a redigováním Zpravodaje, periodika pro čs. vojáky v regionu. Po výcviku u protiletadlového dělostřelectva byl koncem roku 1942 přidělen k 200. čs. lehkému protiletadlovému pluku - východnímu, se kterým se zúčastnil obrany libyjského přístavu Tobruk, při kterém utrpěl zranění. V roce 1943 se již jako kapitán vrátil v čele skupiny důstojníků do SSSR s cílem posílit velitelský kádr zde působící československé jednotky. Postupně sloužil v různých funkcích u 1. československé samostatné brigády, 2. československé paradesantní brigády a 1. československého armádního sboru. Prošel funkcemi velitele roty, praporu a nakonec se stal přednostou 4. oddělení štábu (organizačního a osobního) sboru, se kterým prodělal těžký postup přes Dukelský průsmyk do vlasti. Jeho posledním válečným působištěm byla škola pro záložní důstojníky v Popradu. V době druhé světové války používal krycí jméno Řeka.
Po válce Josef Řehulka setrval v armádě a postupně sloužil v Olomouci, Bruntále a nakonec v Praze při Hlavním štábu československé branné moci. V letech 1945–1947 absolvoval Vysokou školu válečnou a dosáhl hodnosti majora generálního štábu. Únor 1948 jej zastihl jako důstojníka 2. oddělení (zpravodajského) Hlavního štábu. Po nástupu komunistů k moci byl přeložen na nevýznamný post velitele pěšího praporu Pěšího pluku 31 Arco v Dačicích. V listopadu byl 1949 byl pod smyšlenou záminkou zatčen a následně bez soudu vězněn nejprve na samotce v Mladé Boleslavi a poté v táboře nucených prací na Mírově, kde byl podroben brutálnímu mučení a šikaně ze strany dozorců. Zároveň byl degradován na vojína a zbaven všech vyznamenání. Propuštěn byl až v červenci 1951. Jako režimu nepohodlná osoba mohl pracovat pouze v dělnických profesích, kvůli věznění se mu rovněž rozpadlo manželství, které za války uzavřel s rodačkou z podkarpatskoruského Rachova a příslušnicí 1. československého armádního sboru ppor. Annou Hriňovou.
V roce 1965 mu bylo navrácena hodnost, skutečné rehabilitace se však dočkal až po pádu komunistického režimu. Dnem 30. září 1993 byl prezidentem Václavem Havlem jmenován generálmajorem ve výslužbě. Roku 1995 se stal četným občanem Háje ve Slezsku. O dvě léta později mu pak byl vrácen také titul inženýra. V 90. letech se podílel na obnově Československé obce legionářské na Ostravsku, kam se po odchodu do důchodu vrátil. Roku 2000 se pak stal prvním předsedou a krátce před svou smrtí čestným předsedou Jednoty Ostrava I. Až do pokročilého věku aktivně přednášel o svých válečných zkušenostech vojákům, školní mládeži a široké veřejnosti. Zároveň se aktivně zapojoval do realizace pietních aktů a vzpomínkových setkání, jejichž prostřednictvím usiloval o očištění a zachování památky svých někdejších spolubojovníků.
Zemřel 8. února 2002 v Ostravě ve věku 86 let. Po posledním rozloučení s vojenskými poctami byly jeho zpopelněné ostatky uloženy do kolumbária na hřbitově ve Smolkově.

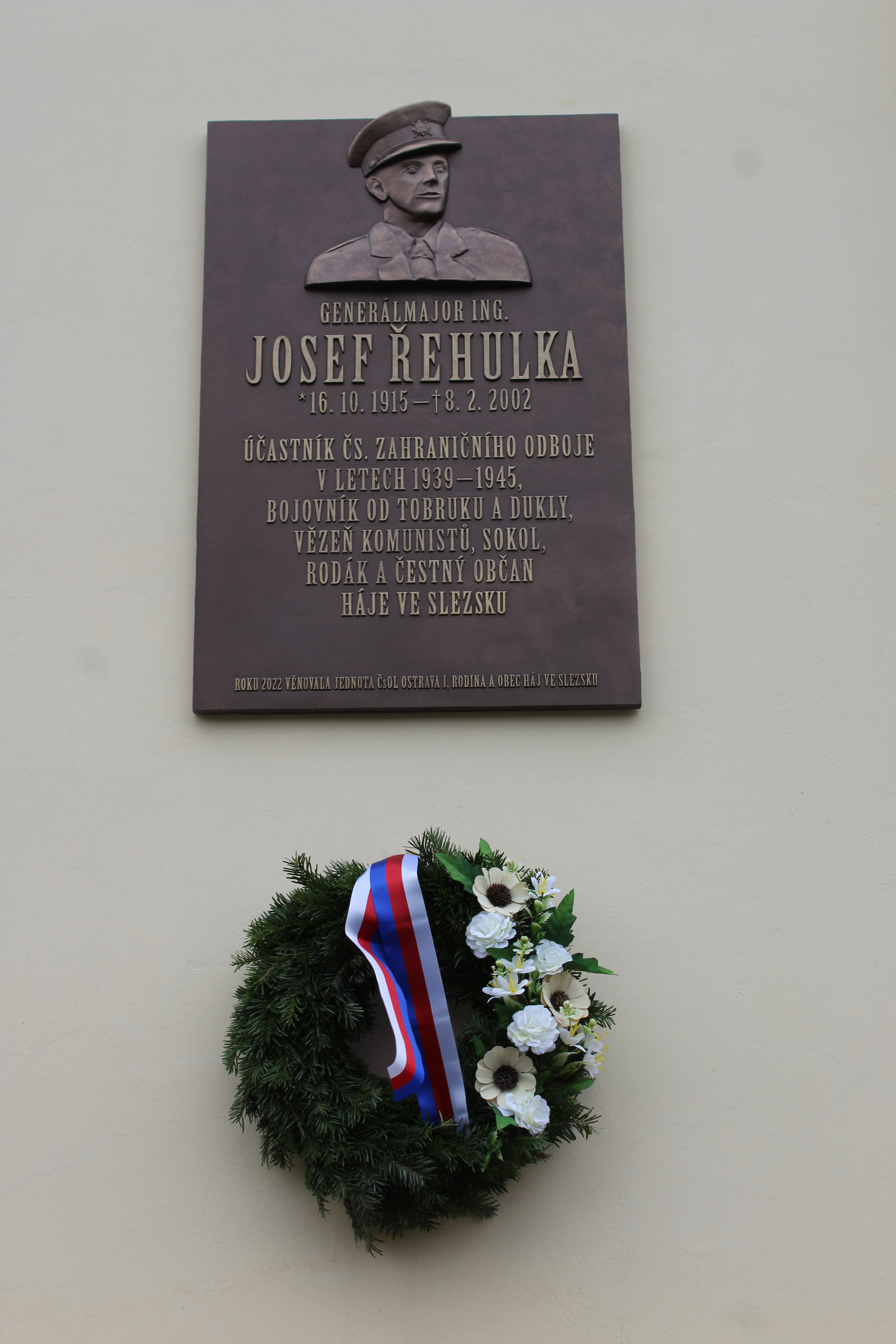
Pamětní deska genmjr. Ing. Josefu Řehulkovi, odhalená 15. října 2022 na budově mateřské školy v Háji ve Slezsku-Smolkově Jednotou Československé obce legionářské Ostrava I, rodinou a obcí Háj ve Slezsku.

## Posmrtné připomínky
Předměty z pozůstalosti Josefa Řehulky byly po jeho smrti vystaveny v Národním památníku II. světové války v Hrabyni, kde v 80. letech sám působil coby průvodce. V dubnu 2022 jej u příležitosti dvacátého výročí úmrtí připomenula rodina dočasnou výstavou v prostorách Dohnálkovy vily v Háji ve Slezsku.
Trvalé připomínky se Řehulkovi dostalo dne 15. října 2022, kdy mu byla s vojenskými poctami slavnostně odhalena v jeho rodném Smolkově pamětní deska. Stalo se tak péčí Jednoty Československé obce legionářské Ostrava I, rodiny a obce Háj ve Slezsku. Deska je umístěna na zazděném okně mateřské školy, dříve školy obecné, kterou Josef Řehulka v mládí navštěvoval, a která stojí na dohled kolumbáriu smolkovského hřbitova, kde spočívají jeho ostatky.
Pamětní deska v současnosti slouží jako místo vzpomínkových setkání ve dnech výročí Řehulkova narození. Poprvé se takto zástupci Jednoty Československé obce legionářské Ostrava I, Sokola a obce sešli s veřejností dne 15. října 2023.

## Vyznamenání
- Pamětní medaile československé armády v zahraničí se štítky Blízký východ a SSSR
- Československý válečný kříž 1939 (udělen čtyřikrát)
- Československá medaile Za chrabrost před nepřítelem
- Československá vojenská medaile za zásluhy, I. stupeň
- Hvězda 1939–1945
- Africká hvězda se štítkem 8. armády
- Medaile Za vítězství nad Německem
- Dukelská pamětní medaile